# Datcheka
Datcheka es una comuna camerunesa perteneciente al departamento de Mayo-Danay de la región del Extremo Norte.
En 2005 tenía 31 545 habitantes, de los que 2383 vivían en la capital comunal homónima.
Se ubica unos 60 km al este de Kaélé, junto a la frontera con Chad.

## Localidades
Comprende, además de Datcheka, las siguientes localidades:
- Bigdi
- Bosgoy
- Bouguey
- Dagoumna
- Djondong
- Gangal
- Golompwi
- Golongari
- Grand Viri
- Kalaram
- Karmay
- Konkorong
- Koumarki
- Paoli
- Soukounkaya
- Taala
- Tibalé
- Yogo